# Pinocchio (film 2022)
Pinocchio è un film del 2022 co-scritto e diretto da Robert Zemeckis.
Prodotto dalla Walt Disney Pictures, è il remake in live action dell'omonimo film del 1940, a sua volta basato sul romanzo di Carlo Collodi Le avventure di Pinocchio. Storia di un burattino. Nel 2000 era già stato distribuito una sorta di remake dal titolo Geppetto.

## Trama
Un Grillo Parlante per ripararsi dal freddo, si intrufola nella bottega di un falegname vedovo chiamato Geppetto. Qui abita con il gattino Figaro e il pesciolino Cleo, e intanto sogna che la sua ultima creazione, una marionetta di nome Pinocchio, possa sollevare il suo dolore per la perdita del figlio. Prima di andare a letto, il falegname vede in cielo la Stella dei Desideri e le esprime il suo sogno. Nella notte lo spirito della stella, la Fata Turchina, appare nella casetta e dona vita a Pinocchio, realizzando il desiderio di Geppetto. Il Grillo si intromette, suggerendo che forse il falegname voleva un vero bambino e Pinocchio stesso domanda se possa diventarlo per far felice il padre. La fata Turchina allora stringe un patto con lui: se si dimostrerà bravo, coraggioso e disinteressato e saprà distinguere il bene dal male, diverrà un bambino vero. Per aiutarlo nel suo percorso, la Fata Turchina nomina il Grillo Parlante come sua coscienza, prima di sparire. 
Geppetto si sveglia e scopre che Pinocchio è vivo. Qualche giorno dopo, capisce però che Pinocchio non ha esperienza del mondo che lo circonda, e lo manda alla scuola del paese. Sulla via per la scuola, seguendo l'accompagnatrice e i suoi futuri compagni ma distraendosi nel vedere il mondo esterno, Pinocchio attira l'attenzione di due loschi individui che vivono di espedienti, il Gatto e la Volpe, che immediatamente pensano di far soldi vendendolo a un burattinaio di nome Stromboli detto Mangiafuoco, ma per fortuna con l'intervento del Grillo, Pinocchio arriva a scuola; il maestro però lo caccia via per via della sua natura di legno, dichiarando che la scuola è per bambini e le marionette sono per il teatro. Gatto e Volpe, dopo aver rinchiuso il Grillo in un barattolo, spingendo sulle parole dell'insegnante, convincono Pinocchio a esibirsi per Mangiafuoco.
Il burattinaio ottiene un successone con la sua attrazione e perciò, a spettacolo concluso, rinchiude Pinocchio in una gabbia e leva le tende per cambiare città. La carovana passa accanto al barattolo dove si trova rinchiuso il Grillo, il quale riesce a liberarsi, e raggiunge il suo protetto per aiutarlo a fuggire. Tramite il naso di Pinocchio, che cresce ad ogni sua bugia, riescono a prendere la chiave della gabbia e a scappare, ma appena rimessi in cammino verso casa, il burattino viene catturato dal Postiglione, un losco figuro che rapisce bambini disubbidienti per portarli nel Paese dei Balocchi, un luogo dove possono darsi alla pazza gioia senza regole o l'assillo degli adulti ignari però che, grazie al loro comportamento da asini testardi e disubbidienti finiscono con il diventarlo per davvero, pronti per essere venduti come soma alle miniere di sale.
Inorridito dalla trasformazione del suo compagno di giochi Lucignolo, Pinocchio inizia a notare che anche per lui è cominciata la metamorfosi in asino, ma ritrova il Grillo che lo spinge a fuggire. Inseguito dal Postiglione e dai suoi ombrosi seguaci, il burattino lascia il Paese dei Balocchi e torna a casa, ma la trova vuota: Sofia, la gabbiana amica di Geppetto, lo aveva avvertito che Pinocchio era andato al Paese dei Balocchi, per cui il padre era subito salpato in mare per raggiungerlo vendendo i suoi orologi, unico ricordo della moglie dai quali non avrebbe mai voluto separarsi. Prima di partire, Pinocchio scopre che gli altri burattini di Mangiafuoco si sono ribellati e l'hanno fatto arrestare per i suoi soprusi; riconoscenti, vorrebbero che Pinocchio li seguisse nel loro tour. Lui però rifiuta, dicendo che è suo dovere ritrovare il padre e questa sua buona intenzione fa sparire la coda e le orecchie da ciuchino. Con l'aiuto di Sofia, Pinocchio e il Grillo raggiungono Geppetto, ma la felicità per il loro incontro dura poco: Monstro, un gigantesco mostro marino, li inghiotte. Pinocchio escogita un piano di fuga appiccando un fuoco con i relitti delle navi divorate dall'animale, e crea tanto fumo da farlo starnutire; in questo modo, riescono ad uscire.
Per scampare all'inferocito Monstro, Pinocchio sfrutta la sua disumana velocità di gambe per spingere la loro barca a riva, al sicuro in una piccola calotta dove la bestia non passerà e anzi ci si schianta contro. Ripresi dallo schianto, Pinocchio trova Geppetto immobile sulla bagnasciuga e si dispera all'idea di averlo perso. Le sue lacrime sincere intrise della magia della Fata Turchina, riescono a risvegliare il padre. Geppetto si congratula con Pinocchio perché ha dimostrato di essere un bravo ragazzo e, notando la sua tristezza per non essere di carne e ossa come pensava che lui lo voleva, lo conforta dicendogli che per lui non ha importanza: non ha mai chiesto di avere un bambino vero, ma un figlio e Pinocchio lo è. Felici, ora possono ritornare a casa.
Il Grillo conclude il racconto della vicenda senza specificare del tutto se Pinocchio sia diventato un bambino vero ( si vede però brevemente un effettivo cambiamento fisico nel corpo di Pinocchio mentre si allontana nella grotta) oppure no, ma sottolinea che la cosa più importante è che abbia imparato ad esserlo.

## Personaggi
- Geppetto, interpretato da Tom Hanks: è un vedovo falegname, orologiaio e fabbricante di giocattoli solitario ma dal cuore tenero; costruisce e alleva Pinocchio per colmare il vuoto del figlio che ha perduto.[2]
- Pinocchio, doppiato in originale da Benjamin Evan Ainsworth: è un burattino di legno intagliato da Geppetto, al quale la Fata Turchina donerà vita con la promessa di trasformarlo in un bambino vero se sarà un buon figlio.[3]
- Grillo Parlante, doppiato in originale da Joseph Gordon-Levitt: è un saggio e onorevole grillo, che ha il compito di essere la coscienza di Pinocchio.[3]
- Figaro, un gattino bianco e nero, animale domestico di Geppetto, prova un'iniziale antipatia per Pinocchio. Geppetto se lo porta dietro durante la ricerca di Pinocchio. È amico di Cleo.
- Cleo, un pesce femmina arancione, animale domestico di Geppetto, prova un amore inizialmente non ricambiato per Figaro. Geppetto se la porta dietro durante la ricerca di Pinocchio.
- Fata Turchina, interpretata da Cynthia Erivo: è una fata che dona la vita a Pinocchio e gli promette di trasformarlo in un bambino vero se imparerà ad essere bravo, coraggioso e disinteressato.
- Volpe "l'Onesto", doppiato in originale da Keegan-Michael Key: antagonista iniziale del film, è un'ingannevole volpe antropomorfa che inganna Pinocchio. È sempre accompagnata dal suo muto e tonto amico Gatto.[3]
- Stromboli "Mangiafuoco", interpretato da Giuseppe Battiston: secondo antagonista del film, è un crudele e avido burattinaio, che costringe Pinocchio a esibirsi per lui nel teatro delle marionette per guadagnare denaro. Verso la fine film si scopre che è stato arrestato.
- Postiglione, interpretato da Luke Evans: terzo antagonista del film, è un infido cocchiere che raccoglie i ragazzi svogliati e li porta al Paese dei balocchi per trasformarli in asini e venderli, i suoi aiutanti sono dei fantasmi di fumo nero, Pinocchio è l'unico a fuggire dalle sue grinfie.[4]
- Lucignolo, interpretato da Lewin Lloyd: quarto antagonista del film, è un bambino disubbidiente e svogliato che Pinocchio incontra sul carro per il Paese dei balocchi con cui fa amicizia, si trasforma in un asino e in preda al terrore distrugge la sala del biliardo, ma prima di essere catturato salva Pinocchio facendogli guadagnare tempo per fuggire.
- Monstro, antagonista finale del film. Un mostro marino temuto dal Grillo Parlante, il suo aspetto è quello di una Balena ma è dotato anche di pinne e tentacoli (le pinne sono quelle illustrate da Carlo Chiostri), ingoia Pinocchio e Geppetto quando si stanno per ricongiungere in mare. Il burattino comincia pero a bruciare del legno della barca nel suo stomaco e li sputa: scoppia un inseguimento in cui Pinocchio per salvare suo padre si mette a nuotare velocemente e alla fine il mostro muore dopo essersi scagliato su una grotta nel tentativo di uccidere i fuggitivi.
- Signor Rizzi, interpretato da Angus Wright: è un insistente cliente di Geppetto.
- Signora Vitelli, interpretata da Sheila Atim: è l'accompagnatrice della scuola.
- Sofia la gabbiana, doppiata da Lorraine Bracco: è una gentile gabbianella addomesticata da Geppetto che fa amicizia con il Grillo Parlante e che aiuta poi Pinocchio ad arrivare al mare.[3]
- Maestro, interpretato da Jamie Demetriou: è il severo insegnante della scuola, e non vuole che Pinocchio frequenti le lezioni a causa della sua natura da burattino.
- Fabiana, interpretata da Kyanne Lamaya: è la gentile e zoppa burattinaia della compagnia di Mangiafuoco.[5]
- Sabina: è la marionetta ballerina che guida Fabiana, così che Pinocchio possa confidarsi con lei.

## Produzione

### Sviluppo
L'8 aprile 2015 è stato annunciato che la Walt Disney Pictures stava sviluppando un adattamento live action del film d'animazione del 1940 Pinocchio, con Peter Hedges come sceneggiatore. Il 22 maggio 2017 viene reso noto che Chris Weitz avrebbe sostituito Hedges come sceneggiatore, mentre anche Sam Mendes era entrato in trattative per dirigere la pellicola. Il 13 novembre dello stesso anno Mendes ha però lasciato il progetto. Il 20 febbraio 2018 è stato reso noto che Paul King era stato scelto come nuovo regista e che la produzione sarebbe dovuta iniziare alla fine del 2018. Tuttavia a gennaio 2019 King ha abbandonato il film per motivi familiari.
Il 24 gennaio 2020 è stato confermato che Robert Zemeckis sarebbe stato il regista e che avrebbe scritto una nuova sceneggiatura con Weitz.

### Cast
Il 29 novembre 2018 Tom Hanks è entrato in trattative per interpretare Geppetto nel film, prima di lasciare il ruolo dopo l'abbandono di King. Nell'agosto 2020 Hanks è ritornato a far parte del cast dopo aver letto la sceneggiatura e aver contattato Zemeckis; con il quale aveva già collaborato in Forrest Gump, Cast Away e Polar Express.
Nel gennaio 2021 Luke Evans si è unito al cast nel ruolo del Postiglione, mentre a marzo Benjamin Evan Ainsworth è stato scelto per interpretare il ruolo del protagonista. Nello stesso mese anche Cynthia Erivo, Joseph Gordon-Levitt, Keegan-Michael Key e Lorraine Bracco si sono uniti al cast.

### Riprese
Le riprese principali sono iniziate il 17 marzo 2021 ai Cardington Film Studios, nel Regno Unito, con il titolo provvisorio di Mahogany; e si sono concluse il mese successivo.

## Colonna sonora
Alan Silvestri, collaboratore ricorrente di Zemeckis, ha composto la colonna sonora del film. Silvestri e Glen Ballard hanno scritto alcune canzoni per la pellicola, che include anche brani del film originale, tra cui When You Wish Upon a Star.

## Promozione
Le prime immagini della pellicola sono state diffuse online il 9 marzo 2022, mentre il teaser trailer è stato distribuito il 31 maggio successivo.
Il 24 agosto 2022 viene pubblicato il trailer del film.

## Distribuzione
Il 29 ottobre 2019 è stato reso noto che la Disney stava valutando la possibilità di distribuire il film esclusivamente sul suo servizio di streaming Disney+. Il 9 dicembre 2020 è stato annunciato che il film sarebbe uscito su Disney+ invece che nelle sale cinematografiche a causa della pandemia di COVID-19.
La pellicola è stata distribuita in tutto il mondo l'8 settembre 2022 su Disney+, come parte del Disney+ Day.

## Accoglienza

### Ascolti
Secondo Nielsen, Pinocchio è stato il 6° programma più visto su tutte le piattaforme durante la settimana dell'11 settembre 2022. Secondo l'aggregatore di streaming Reelgood, Pinocchio è stato il 5° programma più visto su tutte le piattaforme durante la settimana del 17 settembre 2022. Secondo Whip Media, Pinocchio è stato l'8° film più visto su tutte le piattaforme negli Stati Uniti durante la settimana del 23 settembre 2022.

### Critica
Il film ha ricevuto recensioni generalmente negative dalla critica. Sull'aggregatore di recensioni Rotten Tomatoes ha una percentuale di gradimento del 27% basato su 179 recensioni, con un voto medio di 4.7 su 10. Su Metacritic ha un punteggio di 38 su 100 basato su 37 recensioni, indicando "recensioni generalmente sfavorevoli".
Per il New York Times, anche Amy Nicholson ha dato una recensione negativa al film, scrivendone: "Qualcuno desiderava appesantire il vecchio stampo con più motivazione e per giunta ha aggiunto una moglie morta per Geppetto"; Alex Godfrey, dell'Empire Magazine, ha assegnato al film soltanto 2 stelle su 5, aggiungendo: "Sebbene non privo di fascino e di una splendida CGI, questa moltitudine di buone intenzioni sparpagliate a caso si traduce in una sequenza 'piatta', senza emozione… Perciò questo burattino non vi toccherà e tirerà le corde del cuore." Christian Zilko, dall'IndieWire, ha dato al film una C (su una scala da A+ a F) e ha scritto: "Sebbene la storia originale rimanga innegabilmente eccellente, questo Pinocchio non riesce a raccontarla di nuovo bene: ignora i suoi stessi consigli!"; per The Guardian, Adrian Horton ha assegnato al film 3 stelle su 5, scrivendo: "Una versione live action dell'animazione classica ha momenti visivi efficaci e una svolta di grande impatto da parte di Tom Hanks, ma non ne giustifica comunque l'esistenza [del film]".
Richard Roeper, sul Chicago Sun-Times, ha invece dato al progetto 3 stelle su 4, elogiandolo ampiamente: "Ogni fotogramma di Pinocchio è pieno di dettagli ricchi e lussureggianti - a volte sembra quasi un film in 3D - e le interpretazioni, sia live action che doppiato, sono universalmente eccellenti!". Infine, per Financial Times, Danny Leigh ha assegnato alla pellicola 3 su 5 stelle, recensendo: "L'animazione ora è così 'iper-avanzata', il paesaggio, l'ambientazione, lo stesso Pinocchio, perciò è facile confondersi su dove la realtà si fermi e la finzione del cinema inizi".
Ai Razzie Awards 2022 ha ricevuto 6 nomination nelle varie categorie e vinto il premio Peggior prequel, remake, rip-off o sequel.